# IC 1277
IC 1277 је спирална галаксија у сазвјежђу Херкул која се налази на листи објеката дубоког неба у Индекс каталогу.
Деклинација објекта је + 31° 0' 12" а ректасцензија 18h 10m 27,3s. Привидна величина (магнитуда) објекта IC 1277 износи 14,0 а фотографска магнитуда 14,7. IC 1277 је још познат и под ознакама UGC 11135, MCG 5-43-5, CGCG 172-8, KCPG 530A, PGC 61491.